# 빛나는 별이여

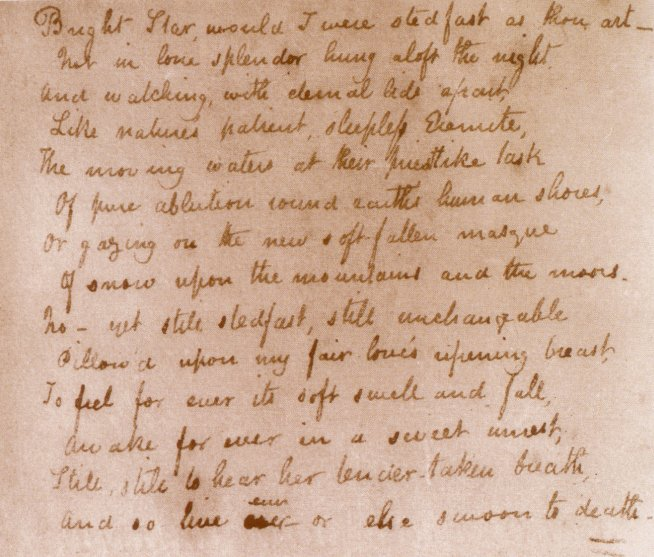

빛나는 별이여, 내가 너처럼 변치 않는다면 좋으련만(Bright star, would I were steadfast as thou art)은 존 키츠의 소네트시 첫 구절이다.

## 배경
존 키츠가 처음 <빛나는 별이여>를 썼던 시기는 분명하지 않아 키츠 전기작가들이 주장하는 날짜도 각각 다르다. 앤드루 모션은 존 키츠가 이 시를 1819년 10월에 쓰기 시작했다고 주장하였다. 로버트 기팅은 키츠가 연인이었던 패니 브론을 만나기 전인 1818년 4월에 이 시를 쓰기 시작하여 훗날 브론을 위해 수정하였다고 말했다. 콜빈은 두 사람이 비공식적인 약혼식을 올린 직후인 1819년 2월 마지막 주에 완성된 것으로 보고 있다.
이 시의 완성본은 정반대 스타일인 윌리엄 셰익스피어의 시 <연인의 불만>에 인용되어 시집에 실렸다. 1819년에 존 해밀턴 레이놀즈가 이 시집을 키츠에게 전해주었다. 조지프 세번은 몸이 좋지 않던 키츠와 로마로 마지막 여행을 떠나기 위해 ‘마리아 크라우더’호에 올랐던 1820년 9월 말경에 최종본이 출판되었다고 주장했다. 출판된 책에는 키츠의 친구였던 레이놀즈와 세번의 소네트시가 각각 한 편씩 함께 실렸다. 키츠는 25세의 나이로 요절하기 전인 1821년 1월에 그 책을 세번에게 건네준 것으로 보인다. 세번은 그것이 키츠의 마지막 시이자, 자신을 위해 지은 시라고 생각하였다.
이 시는 키츠가 열렬히 사랑했던 패니 브론이라는 “빛나는 별”을 향한 노래였다. 로버트 기팅은 그 시가 ‘사랑의 맹세’같은 것이라고 말했다.
이 시는 키츠가 죽고 17년 후인 1838년에 <플리머스 데번포트 주간 저널>에 정식으로 실렸다.

## 시 본문
빛나는 별이여, 내가 너처럼 변치 않는다면 좋으련만-

밤하늘 높은 곳에 걸린 채 외로운 광채를 발하며,

마치 참을성 있게 잠을 자지 않는 자연의 수도자처럼,

영원히 눈을 감지 않은 채,

출렁이는 바닷물이 종교의식처럼

인간이 사는 육지의 해안을 정결하게 하는 것을 지켜보거나,

혹은 산지와 황야에 새롭게 눈이 내려서

부드럽게 덮인 것을 응시하는 별처럼 되고 싶은 것이 아니라-

그런 게 아니라- 그러나 여전히 한결같이, 변함없이,

아름다운 내 연인의 풍만한 가슴에 기대어,

가슴이 부드럽게 오르내리는 것을 영원히 느끼면서,

그 달콤한 동요 속에서 영원히 잠 깨어,

평온하게, 움직임 없이 그녀의 부드러운 숨소리를 들으면서,

그렇게 영원히 살았으면- 아니면 차라리 정신을 잃고 죽기를.

별(북극성으로 보임)을 노래한 이 소네트시는 반응 없는 상대를 향한 사랑이 별처럼 영원하기를 염원하는 내용이다. 키츠는 평소 형체가 뚜렷한 것에 대한 표현을 되도록 피했기 때문에, 어디서든 보이고 변하지 않는 ‘별’에 초점을 맞춘 것은 보기 드문 경우이다. 처음에 기록된 초안(1819년 초반 찰스 브라운이 기록)에서 작가는 죽음을 향한 사랑을 노래했으며, 마지막 버전에서 죽음은 사랑을 대신하는 표현이었다.
이 시는 1행씩 이어져 있으며, 습관적 또는 의도적으로 반복구절을 써 셰익스피어풍 소네트시 (ABABCDCDEFEFGG) 운율이 된 것을 알 수 있다. 이 시는 마지막 부분에 최종 2행 대구가 만들어져 시가 완성될 때까지 오랜 시간이 걸렸다.

## 관련 작품
2009년에 제인 캠피언이 연출하고 벤 휘쇼와 애비 코니시가 주연한 존 키츠의 전기영화에서는 키츠의 마지막 3년간의 삶과 패니 브론과의 관계에 초점을 맞추었다. 영화 제목은 이 시의 첫 구절에서 따와 《빛나는 별이여》로 지어졌으며, 영화 속에서도 여러 번 인용된다.